# SN 2002hj
SN 2002hj – supernowa typu II odkryta 20 października 2002 roku w galaktyce A025809+0441. W momencie odkrycia miała maksymalną jasność 17,40m.